# Xã Big Rock, Quận Kane, Illinois
Xã Big Rock (tiếng Anh: Big Rock Township) là một xã thuộc quận Kane, tiểu bang Illinois, Hoa Kỳ. Năm 2010, dân số của xã này là 1.859 người.